# Maracay
Maracay és una ciutat veneçolana, capital del municipi Atanasio Girardot i de l'estat d'Aragua. Està situada en la regió central de Veneçuela, a la vora de la Serralada de la Costa, i se situa a 109 km al sud-oest de la ciutat de Caracas. Rep el malnom sovint de la «la Ciutat Jardí» i en menor mesura com «el Bressol de grans Toreros».
La seua denominació polític-territorial ha patit amb el pas dels anys; per això en les pàgines d'història es parla de Maracay com vila de la província de Caracas, després ciutat de l'estat d'Aragua, i després parteix de l'estat Guzmán Blanco, del Gran Estat Bolívar, i del Gran Estat Guzmán Blanco, per a quedar definitivament capital de l'estat Aragua. Durant el període del general Juan Vicente Gómez, Maracay va patir una forta transformació urbanística i econòmica. En la dècada dels cinquanta es gesta un important procés d'industrialització de la ciutat i en els anys seixanta es produeixen forts moviments d'immigració i invasió de terres.
Sobre la base dels resultats del cens de 2001, per a l'any 2010, Maracay ostentava una població d'1.300.000 habitants, compresa pels municipis de Girardot, Mario Briceño Iragorry, Francisco Linares Alcántara, José Ángel Llepes, Bolívar, Santiago Mariño, Sucre i Libertador, sent una de les cinc principals ciutats de Veneçuela.
És coneguda com el bressol de l'aviació veneçolana, tant civil com militar. Ací va nàixer la primera aerolínia del país, Aeropostal, l'aeroport natal del qual va ser la Base Mariscal Sucre, el si de l'escola primigènia de la Força Armada Nacional. La ciutat és una reconeguda zona industrial i important centre cultural per la seua quantitat de museus, teatres i biblioteques.
En un dels desenvolupaments urbanístics dels anys 1920, es va construir l'anomenat Pasaje y Barrio Catalán, per allotjar els tècnics i obrers catalans que s'hi van instal·lar per treballar en els telers.
L'origen del nom de Maracay és desconegut, encara que existeixen diverses teories que intenten explicar-lo. Una d'elles és que deu el seu nom al maracayá, paraula de llengua caribenya que designa a un felí que antigament habitava aquestes terres i que s'assembla al jaguar de pell fosca. Altra teoria és que Maracay ha d'haver pres el seu nom a l'aguerrit cacic Maracay (paraula carib que significa "tigre"), tenaç lluitador de la tribu dels aragues, en temps de la conquesta.